# Bulbophyllum mirum
Bulbophyllum mirum är en orkidéart som beskrevs av Johannes Jacobus Smith. Bulbophyllum mirum ingår i släktet Bulbophyllum och familjen orkidéer. Inga underarter finns listade i Catalogue of Life.